# Insert coin
Insert coin es un programa de videojuegos español presentado por Estela Giménez e inicialmente por Berta Collado, que fue emitido en AXN desde el 23 de julio de 2006 y en Animax desde marzo de 2009, hasta el final de sus emisiones el 14 de enero de 2012. Además se pudo ver a través de la TDT en Sony TV y en internet por medio de Yahoo! Video y Yahoo! Juegos, entre otras plataformas. También se produjo paralelamente para Portugal, siendo presentado allí por Filipa Brazona.
Es el programa de videojuegos más longevo en la historia de la televisión en España, emitiéndose a lo largo de cinco años y medio y con un total de siete temporadas y 268 episodios. La sintonía de cabecera fue compuesta por el músico electrónico David Roa.

## Formato
Heredó el formato del programa Do U Play?, que estaba realizado por parte del equipo que posteriormente hizo Insert Coin. El programa duraba unos 30 minutos y se emitió de forma semanal. En él se informaba sobre las noticias más recientes del mundo del ocio digital y los videojuegos, y se realizaban diversos análisis de los últimos lanzamientos y reportajes semanales.
Los reportajes estaban realizados en ocasiones por la propia presentadora del programa, y generalmente cubrían las presentaciones de videojuegos más relevantes y las competiciones, eventos, ferias y festivales más destacados del sector, tales como la Campus Party, el Gamefest, el Gamelab, la Games Convention, la International e-Sports Federation (IeSF) o la Comic-con San Diego. Entre los países visitados por el equipo a lo largo de la historia del programa se encuentran Estados Unidos, Japón, Corea del Sur, Inglaterra, Italia, Francia, Croacia, Alemania o Países Bajos.
Además de las secciones anteriormente citadas, cada semana se mostraba un ranking con los 5 videojuegos preferidos por la audiencia, y al final del programa, había también un apartado dedicado a los juegos gratuitos. En su última temporada, Insert Coin tuvo además una sección dedicada a las aplicaciones para móviles y tablets, y otra con entrevistas a product managers de videojuegos, disponible esta última solo a través de YouTube. En cada uno de los apartados, la presentadora desde el plató realizaba una introducción del video que se emitiría a continuación.

## Historia del programa

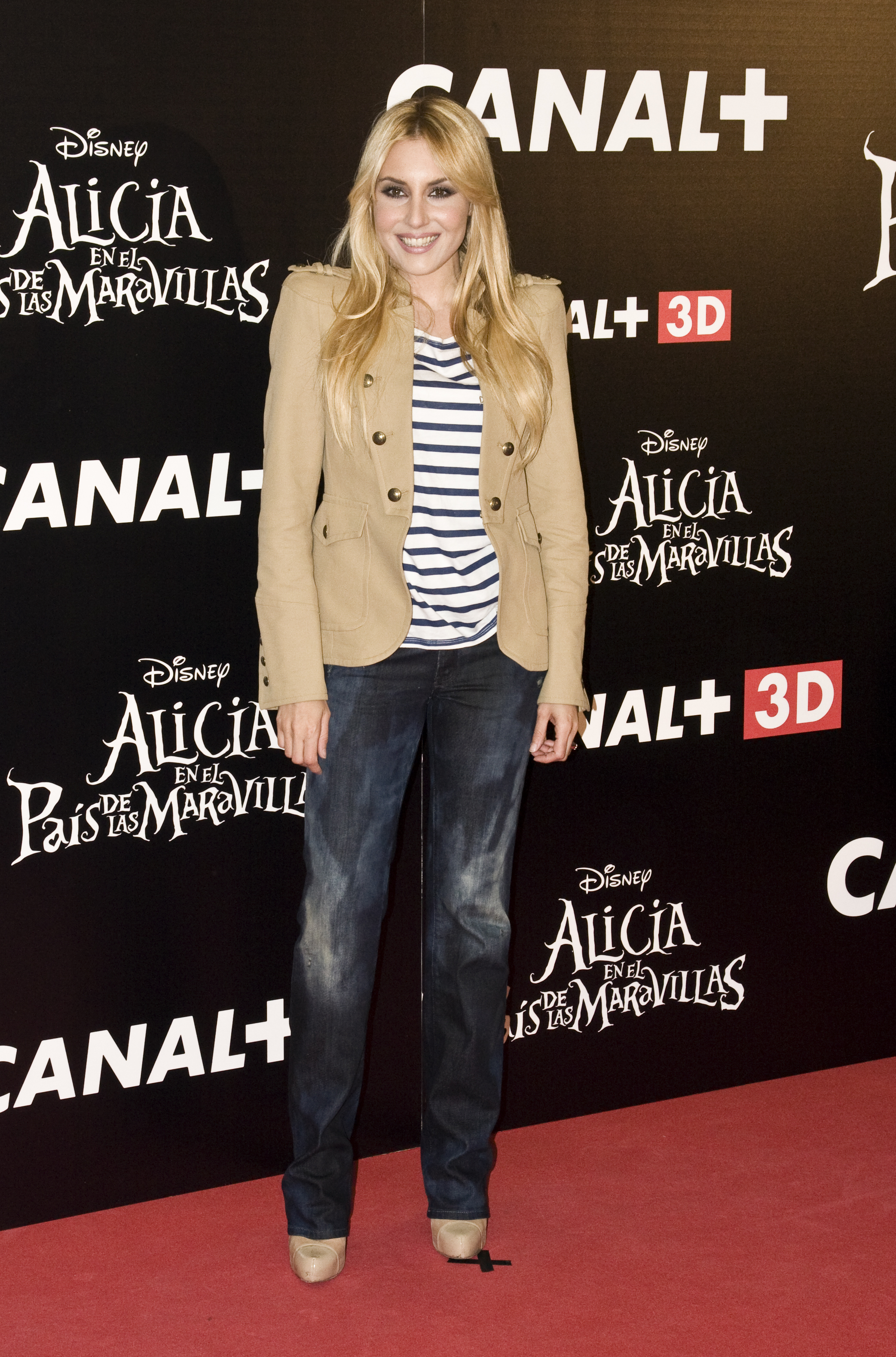
Berta Collado, primera presentadora del programa.

Se empezó a emitir el 23 de julio de 2006 en AXN, siendo producido entonces por GRV y Digital Frames. Comenzó siendo presentado por Berta Collado, que se hizo cargo del programa hasta finales de 2008. El 4 de noviembre de 2007, el programa comenzó a emitirse también a través de la TDT en el canal Sony TV, donde se pudo ver hasta mayo de 2010, fecha en la que la cadena cesó sus emisiones en abierto. En abril de 2008, el programa contó con Natalia Sprenger como reportera para varios reportajes realizados en Japón.
En noviembre de 2008, Berta dejó Insert Coin para centrarse en su trabajo de reportera en Sé lo que hicisteis.... Tras su marcha, Estela Giménez se incorporó como presentadora del programa. El primer episodio presentado por Estela se emitió el 22 de noviembre de ese año, cuando el programa se encontraba al final de su cuarta temporada. En febrero de 2009, Insert Coin pasó a estar producido únicamente por Game TV (denominación actual de Digital Frames), aunque siguió siendo dirigido por Nacho Niño. Ese mismo mes, AXN alcanzó un acuerdo con Yahoo! para que el programa pudiera verse en internet a través de Yahoo! Video y Yahoo! Juegos. En marzo de 2009 el programa empezó a verse también en el canal Animax, y desde noviembre de 2009 se desarrolló un blog en internet (insertcointv.com) donde se compartían videos del making-of, se mostraba contenido exclusivo y se realizaban concursos entre los seguidores.
El 23 de julio de 2011, se emitió un especial con motivo del quinto aniversario del programa, en el que se repasaron algunos de los videojuegos y acontecimientos del sector más importantes desde su comienzo.
El 14 de enero de 2012 Insert Coin emitió su último episodio, anunciándose públicamente al final de dicho programa. En total Insert Coin se mantuvo en parrilla durante cinco años y medio, siete temporadas y 268 episodios, siendo tanto el programa de videojuegos más longevo en la historia de la televisión española como el espacio más duradero de AXN España.
Insert Coin también se produjo paralelamente para Portugal, siendo presentado allí por Filipa Brazona y emitiéndose en las versiones portuguesas de AXN y Animax.

## Equipo

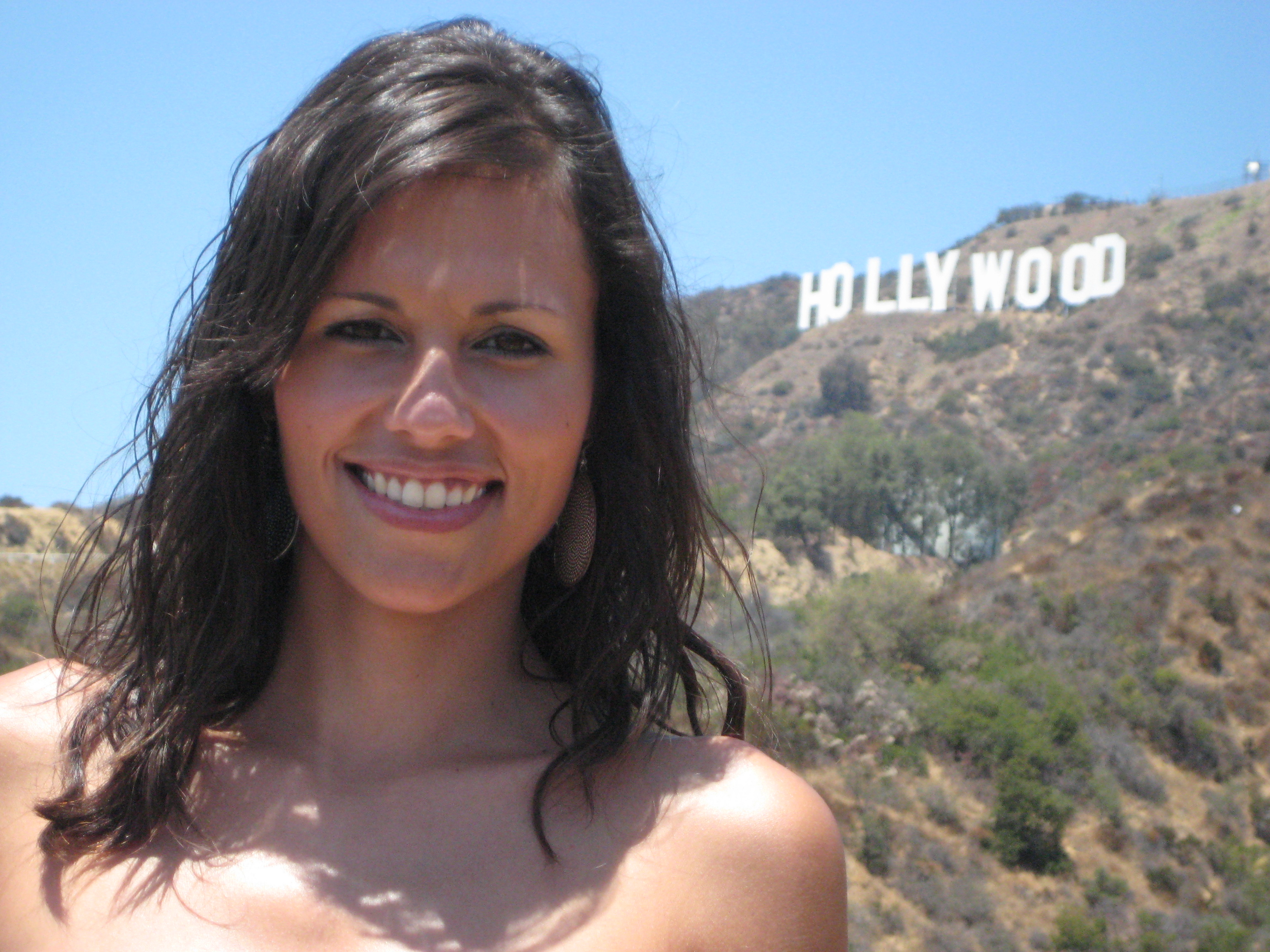
Estela Giménez en una grabación de Insert Coin en Los Ángeles (2009).

El equipo que realizó Insert Coin llegó a estar conformado por unas 30 personas, entre miembros de la productora Game TV y el equipo técnico. Destacan:
- Estela Giménez (2008-2012), presentadora y reportera desde finales de la cuarta temporada.
- Berta Collado (2006-2008), presentadora y reportera hasta finales de la cuarta temporada.
- Natalia Sprenger (2008), reportera en abril de 2008 para varios reportajes en Japón.
- Nacho Niño (2006-2012), dirección.
- Paula Pérez (2006-2012) y Maite Muruzábal (2009-2011), producción.
- Jorge Esteban y Carlos Herrán (2006-2012), producción ejecutiva de AXN.
- Carlos J. González y Rafa Vico (2006-2012), redacción.
- Fernando Camacho (2006-2012), edición de video.
- Javier Moreno (2009-2011), coordinación y edición de sonido.
- Javier Crespo y  Patricia Dan (2006-2012), locución.
- Helena Arroyo (2010-2012), Isolda Fernández y Javier Albaladejo, estilismo.

El equipo técnico pertenecía a la empresa Drac Broadcast Services. Para la edición portuguesa se contó además con Filipa Brazona como presentadora y Adriana Miranda como redactora.

## Periodo de emisión
| De                     | A                   | Medio    | Canal                        |
| ---------------------- | ------------------- | -------- | ---------------------------- |
| 23 de julio de 2006    | 14 de enero de 2012 | TV       | AXN                          |
| 4 de noviembre de 2007 | 1 de mayo de 2010   | TV       | Sony TV                      |
| 7 de marzo de 2009     | 14 de enero de 2012 | TV       | Animax                       |
| Febrero de 2009        | 2011                | Internet | Yahoo! Video y Yahoo! Juegos |
| 2011                   | 14 de enero de 2012 | Internet | iTunes, Blip.tv, y YouTube   |

## Premios y nominaciones
| Año  | Nombre del premio    | Categoría                           | Nominado      | Resultado |
| ---- | -------------------- | ----------------------------------- | ------------- | --------- |
| 2007 | Premios Mundoplus.tv | Mejor programa de producción propia | Insert Coin   | Nominado  |
| 2007 | Premios Mundoplus.tv | Mejor presentador/a                 | Berta Collado | Nominada  |

## Listado de programas

### Temporada 1
| Total | Temporada | Fecha de emisión en AXN | Reportaje principal |
| ----- | --------- | ----------------------- | ------------------- |
| 1     | 1x01      | 23 de julio de 2006     | -                   |

### Temporada 4
45 programas.
| Total | Temporada | Fecha de emisión en AXN  | Reportaje principal                                                                                 |
| ----- | --------- | ------------------------ | --------------------------------------------------------------------------------------------------- |
| 100   | 4x22      | 14 de junio de 2008      | -                                                                                                   |
| 101   | 4x23      | 21 de junio de 2008      | -                                                                                                   |
| 102   | 4x24      | 28 de junio de 2008      | -                                                                                                   |
| 103   | 4x25      | 5 de julio de 2008       | -                                                                                                   |
| 104   | 4x26      | 12 de julio de 2008      | -                                                                                                   |
| 105   | 4x27      | 19 de julio de 2008      | -                                                                                                   |
| 106   | 4x28      | 26 de julio de 2008      | -                                                                                                   |
| 107   | 4x29      | 6 de septiembre de 2008  | -                                                                                                   |
| 108   | 4x30      | 13 de septiembre de 2008 | -                                                                                                   |
| 109   | 4x31      | 20 de septiembre de 2008 | -                                                                                                   |
| 110   | 4x32      | 27 de septiembre de 2008 | -                                                                                                   |
| 111   | 4x33      | 4 de octubre de 2008     | -                                                                                                   |
| 112   | 4x34      | 11 de octubre de 2008    | -                                                                                                   |
| 113   | 4x35      | 18 de octubre de 2008    | -                                                                                                   |
| 114   | 4x36      | 25 de octubre de 2008    | -                                                                                                   |
| 115   | 4x37      | 1 de noviembre de 2008   | -                                                                                                   |
| 116   | 4x38      | 8 de noviembre de 2008   | -                                                                                                   |
| 117   | 4x39      | 15 de noviembre de 2008  | -                                                                                                   |
| 118   | 4x40      | 22 de noviembre de 2008  | -                                                                                                   |
| 119   | 4x41      | 29 de noviembre de 2008  | Presentación de World of Warcraft: Wrath of the Lich King en Madrid. Presentado por Estela Giménez. |
| 120   | 4x42      | 6 de diciembre de 2008   | -                                                                                                   |
| 121   | 4x43      | 13 de diciembre de 2008  | -                                                                                                   |
| 122   | 4x44      | 20 de diciembre de 2008  | Presentación de SingStar ABBA y SingStar Clásicos en Madrid. Presentado por Estela Giménez.         |
| 123   | 4x45      | 27 de diciembre de 2008  | -                                                                                                   |

### Temporada 5
39 programas.
| Total | Temporada | Fecha de emisión en AXN  | Reportaje principal                                                  |
| ----- | --------- | ------------------------ | -------------------------------------------------------------------- |
| 124   | 5x01      | 3 de enero de 2009       | -                                                                    |
| 125   | 5x02      | 10 de enero de 2009      | -                                                                    |
| 126   | 5x03      | 17 de enero de 2009      | -                                                                    |
| 127   | 5x04      | 24 de enero de 2009      | -                                                                    |
| 128   | 5x05      | 31 de enero de 2009      | -                                                                    |
| 129   | 5x06      | 7 de febrero de 2009     | -                                                                    |
| 130   | 5x07      | 14 de febrero de 2009    | -                                                                    |
| 131   | 5x08      | 21 de febrero de 2009    | -                                                                    |
| 132   | 5x09      | 28 de febrero de 2009    | -                                                                    |
| 133   | 5x10      | 7 de marzo de 2009       | -                                                                    |
| 134   | 5x11      | 14 de marzo de 2009      | -                                                                    |
| 135   | 5x12      | 21 de marzo de 2009      | -                                                                    |
| 136   | 5x13      | 28 de marzo de 2009      | RetroMadrid 2009 en Madrid. Presentado por Estela Giménez.           |
| 137   | 5x14      | 4 de abril de 2009       | -                                                                    |
| 138   | 5x15      | 11 de abril de 2009      | -                                                                    |
| 139   | 5x16      | 18 de abril de 2009      | -                                                                    |
| 140   | 5x17      | 25 de abril de 2009      | -                                                                    |
| 141   | 5x18      | 2 de mayo de 2009        | -                                                                    |
| 142   | 5x19      | 9 de mayo de 2009        | -                                                                    |
| 143   | 5x20      | 16 de mayo de 2009       | -                                                                    |
| 144   | 5x21      | 23 de mayo de 2009       | -                                                                    |
| 145   | 5x22      | 30 de mayo de 2009       | -                                                                    |
| 146   | 5x23      | 6 de junio de 2009       | -                                                                    |
| 147   | 5x24      | 13 de junio de 2009      | Presentación de Los Sims 3 en Madrid. Presentado por Estela Giménez. |
| 148   | 5x25      | 20 de junio de 2009      | -                                                                    |
| 149   | 5x26      | 27 de junio de 2009      | -                                                                    |
| 150   | 5x27      | 4 de julio de 2009       | -                                                                    |
| 151   | 5x28      | 11 de julio de 2009      | -                                                                    |
| 152   | 5x29      | 18 de julio de 2009      | -                                                                    |
| 153   | 5x30      | 25 de julio de 2009      | -                                                                    |
| 154   | 5x31      | 5 de septiembre de 2009  | -                                                                    |
| 155   | 5x32      | 12 de septiembre de 2009 | -                                                                    |
| 156   | 5x33      | 19 de septiembre de 2009 | -                                                                    |
| 157   | 5x34      | 26 de septiembre de 2009 | -                                                                    |
| 158   | 5x35      | 3 de octubre de 2009     | -                                                                    |
| 159   | 5x36      | 10 de octubre de 2009    | -                                                                    |
| 160   | 5x37      | 17 de octubre de 2009    | -                                                                    |
| 161   | 5x38      | 24 de octubre de 2009    | -                                                                    |
| 162   | 5x39      | 31 de octubre de 2009    | -                                                                    |

### Temporada 6
39 programas.
| Total | Temporada | Fecha de emisión en AXN | Reportaje principal                                                                                 |
| ----- | --------- | ----------------------- | --------------------------------------------------------------------------------------------------- |
| 163   | 6x01      | 7 de noviembre de 2009  | FIVED 2009 en Córdoba. Presentado por Estela Giménez.                                               |
| 164   | 6x02      | 14 de noviembre de 2009 | -                                                                                                   |
| 165   | 6x03      | 21 de noviembre de 2009 | -                                                                                                   |
| 166   | 6x04      | 28 de noviembre de 2009 | -                                                                                                   |
| 167   | 6x05      | 5 de diciembre de 2009  | Fallos de programación en videojuegos.                                                              |
| 168   | 6x06      | 12 de diciembre de 2009 | -                                                                                                   |
| 169   | 6x07      | 19 de diciembre de 2009 | -                                                                                                   |
| 170   | 6x08      | 26 de diciembre de 2009 | -                                                                                                   |
| 171   | 6x09      | 2 de enero de 2010      | -                                                                                                   |
| 172   | 6x10      | 9 de enero de 2010      | -                                                                                                   |
| 173   | 6x11      | 16 de enero de 2010     | -                                                                                                   |
| 174   | 6x12      | 23 de enero de 2010     | -                                                                                                   |
| 175   | 6x13      | 30 de enero de 2010     | -                                                                                                   |
| 176   | 6x14      | 6 de febrero de 2010    | Premios Video Game Awards 2010.                                                                     |
| 177   | 6x15      | 13 de febrero de 2010   | Torneo de Forza Motorsport 3 en el Circuito de Montmeló (Barcelona). Presentado por Estela Giménez. |
| 178   | 6x16      | 20 de febrero de 2010   | -                                                                                                   |
| 179   | 6x17      | 27 de febrero de 2010   | -                                                                                                   |
| 180   | 6x18      | 6 de marzo de 2010      | -                                                                                                   |
| 181   | 6x19      | 13 de marzo de 2010     | -                                                                                                   |
| 182   | 6x20      | 20 de marzo de 2010     | -                                                                                                   |
| 183   | 6x21      | 27 de marzo de 2010     | -                                                                                                   |
| 184   | 6x22      | 3 de abril de 2010      | -                                                                                                   |
| 185   | 6x23      | 10 de abril de 2010     | -                                                                                                   |
| 186   | 6x24      | 17 de abril de 2010     | -                                                                                                   |
| 187   | 6x25      | 24 de abril de 2010     | -                                                                                                   |
| 188   | 6x26      | 1 de mayo de 2010       | -                                                                                                   |
| 189   | 6x27      | 8 de mayo de 2010       | -                                                                                                   |
| 190   | 6x28      | 15 de mayo de 2010      | -                                                                                                   |
| 191   | 6x29      | 22 de mayo de 2010      | -                                                                                                   |
| 192   | 6x30      | 29 de mayo de 2010      | -                                                                                                   |
| 193   | 6x31      | 5 de junio de 2010      | -                                                                                                   |
| 194   | 6x32      | 12 de junio de 2010     | -                                                                                                   |
| 195   | 6x33      | 19 de junio de 2010     | -                                                                                                   |
| 196   | 6x34      | 26 de junio de 2010     | -                                                                                                   |
| 197   | 6x35      | 3 de julio de 2010      | -                                                                                                   |
| 198   | 6x36      | 10 de julio de 2010     | -                                                                                                   |
| 199   | 6x37      | 17 de julio de 2010     | -                                                                                                   |
| 200   | 6x38      | 24 de julio de 2010     | 4 años de Insert Coin.                                                                              |
| 201   | 6x39      | 30 de julio de 2010     | -                                                                                                   |

### Temporada 7
67 programas.
| Total | Temporada | Fecha de emisión en AXN  | Reportaje principal |
| ----- | --------- | ------------------------ | --- |
| 202   | 7x01      | 11 de septiembre de 2010 | Final nacional de PESLiga 2010 en Madrid, presentado por Estela Giménez, y Campeonato Mundial de Pokémon en Hawái.        |
| 203   | 7x02      | 18 de septiembre de 2010 | Publicidad y videojuegos.                                                                                                 |
| 204   | 7x03      | 25 de septiembre de 2010 | Videojuegos gratuitos. |
| 205   | 7x04      | 2 de octubre de 2010     | Final mundial de PESLiga 2010 en Mallorca.                                                                                |
| 206   | 7x05      | 9 de octubre de 2010     | Realidad aumentada. |
| 207   | 7x06      | 16 de octubre de 2010    | Gamefest 2010 en Madrid. Presentado por Estela Giménez.                                                                   |
| 208   | 7x07      | 23 de octubre de 2010    | El peor videojuego de todos los tiempos.                                                                                  |
| 209   | 7x08      | 30 de octubre de 2010    | Badolato Music. Presentado por Estela Giménez.                                                                            |
| 210   | 7x09      | 6 de noviembre de 2010   | Charles Martinet, voz de Mario.                                                                                           |
| 211   | 7x10      | 13 de noviembre de 2010  | International e-Sports Federation (IeSF) 2010 Grand Final en Daegu (Corea del Sur).                                       |
| 212   | 7x11      | 20 de noviembre de 2010  | Presentación de Call of Duty: Black Ops en Madrid. Presentado por Estela Giménez.                                         |
| 213   | 7x12      | 27 de noviembre de 2010  | Easter eggs en videojuegos.                                                                                               |
| 214   | 7x13      | 4 de diciembre de 2010   | Presentación mundial de Gran Turismo 5 en Madrid. Presentado por Estela Giménez.                                          |
| 215   | 7x14      | 11 de diciembre de 2010  | Saga Mario. |
| 216   | 7x15      | 18 de diciembre de 2010  | Desarrollo de Castlevania: Lords of Shadow por MercurySteam.                                                              |
| 217   | 7x16      | 25 de diciembre de 2010  | Previo de los Premios Video Game Awards 2010.                                                                             |
| 218   | 7x17      | 1 de enero de 2011       | Premios Video Game Awards 2010.                                                                                           |
| 219   | 7x18      | 8 de enero de 2011       | Lo mejor de 2010. |
| 220   | 7x19      | 15 de enero de 2011      | Fallos de programación en videojuegos.                                                                                    |
| 221   | 7x20      | 22 de enero de 2011      | Encuesta sobre géneros favoritos entre los seguidores.                                                                    |
| 222   | 7x21      | 29 de enero de 2011      | Blizzard Entertainment.                                                                                                   |
| 223   | 7x22      | 5 de febrero de 2011     | Presentación europea de la Nintendo 3DS en Ámsterdam. Presentado por Estela Giménez.                                      |
| 224   | 7x23      | 12 de febrero de 2011    | Rumores en la industria de los videojuegos.                                                                               |
| 225   | 7x24      | 19 de febrero de 2011    | Mobile World Congress. |
| 226   | 7x25      | 26 de febrero de 2011    | El tabaco en los videojuegos.                                                                                             |
| 227   | 7x26      | 5 de marzo de 2011       | Videojuegos exitosos de poco presupuesto.                                                                                 |
| 228   | 7x27      | 12 de marzo de 2011      | Fan films basados en videojuegos.                                                                                         |
| 229   | 7x28      | 19 de marzo de 2011      | El personaje de videojuegos más fuerte.                                                                                   |
| 230   | 7x29      | 26 de marzo de 2011      | Plagios de videojuegos.                                                                                                   |
| 231   | 7x30      | 2 de abril de 2011       | Presentación española de la Nintendo 3DS en Madrid. Presentado por Estela Giménez.                                        |
| 232   | 7x31      | 9 de abril de 2011       | El octavo continente de Futuroscope en Poitiers (Francia).                                                                |
| 233   | 7x32      | 16 de abril de 2011      | Evolución de los videojuegos.                                                                                             |
| 234   | 7x33      | 23 de abril de 2011      | Torneo de Full House Poker en Madrid. Presentado por Estela Giménez.                                                      |
| 235   | 7x34      | 30 de abril de 2011      | Videojuegos en 3D. |
| 236   | 7x35      | 7 de mayo de 2011        | Traducciones de videojuegos.                                                                                              |
| 237   | 7x36      | 14 de mayo de 2011       | Saga God of War. |
| 238   | 7x37      | 21 de mayo de 2011       | Basket Dudes de Bitoon Games. Presentado por Estela Giménez.                                                              |
| 239   | 7x38      | 28 de mayo de 2011       | Presentación de TERA Online en Berlín.                                                                                    |
| 240   | 7x39      | 4 de junio de 2011       | Sistemas de seguridad en los videojuegos.                                                                                 |
| 241   | 7x40      | 11 de junio de 2011      | Compras de videojuegos de importación.                                                                                    |
| 242   | 7x41      | 18 de junio de 2011      | E3 2011 en Los Ángeles.                                                                                                   |
| 243   | 7x42      | 25 de junio de 2011      | GT Academy 2011. |
| 244   | 7x43      | 2 de julio de 2011       | Videojuegos de los 90. |
| 245   | 7x44      | 9 de julio de 2011       | Gamelab 2011 en Barcelona.                                                                                                |
| 246   | 7x45      | 16 de julio de 2011      | LAN parties. |
| 247   | 7x46      | 23 de julio de 2011      | Especial 5.º aniversario de Insert Coin: reportajes sobre la evolución de Estela Giménez y resumen de los últimos 5 años. |
| 248   | 7x47      | 30 de julio de 2011      | - |
| 249   | 7x48      | 3 de septiembre de 2011  | - |
| 250   | 7x49      | 10 de septiembre de 2011 | Final mundial de PESLiga 2011 en la Gamescom de Colonia (Alemania).                                                       |
| 251   | 7x50      | 17 de septiembre de 2011 | - |
| 252   | 7x51      | 24 de septiembre de 2011 | - |
| 253   | 7x52      | 1 de octubre de 2011     | - |
| 254   | 7x53      | 8 de octubre de 2011     | - |
| 255   | 7x54      | 15 de octubre de 2011    | - |
| 256   | 7x55      | 22 de octubre de 2011    | El futuro de los videojuegos.                                                                                             |
| 257   | 7x56      | 29 de octubre de 2011    | - |
| 258   | 7x57      | 5 de noviembre de 2011   | - |
| 259   | 7x58      | 12 de noviembre de 2011  | Lanzamiento de la PlayStation 3 blanca en GameStop (Madrid). Presentado por Estela Giménez.                               |
| 260   | 7x59      | 19 de noviembre de 2011  | Presentación de Call of Duty: Modern Warfare 3 en Madrid. Presentado por Estela Giménez.                                  |
| 261   | 7x60      | 26 de noviembre de 2011  | Easter eggs en videojuegos.                                                                                               |
| 262   | 7x61      | 3 de diciembre de 2011   | Previo del lanzamiento de PlayStation Vita, presentado por Estela Giménez, y Fun & Serious Games en Bilbao.               |
| 263   | 7x62      | 10 de diciembre de 2011  | Streaming de videojuegos.                                                                                                 |
| 264   | 7x63      | 17 de diciembre de 2011  | Videojuegos para jugar en Navidad.                                                                                        |
| 265   | 7x64      | 24 de diciembre de 2011  | Saga Uncharted. |
| 266   | 7x65      | 31 de diciembre de 2011  | Los mejores videojuegos del año.                                                                                          |
| 267   | 7x66      | 7 de enero de 2012       | Remakes de videojuegos.                                                                                                   |
| 268   | 7x67      | 14 de enero de 2012      | - |